# Східнопольська Радянська Соціалістична Республіка

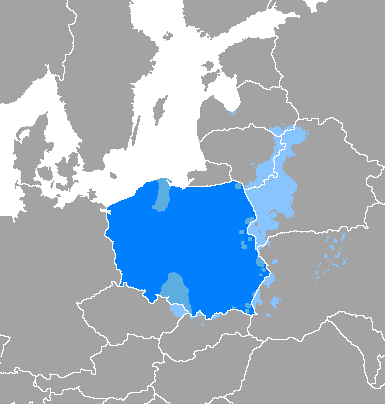
Карта поширеності польської мови, що показує межі розселення поляків:
польська є мовою більшості
польська поширена разом з іншими мовами
польська є мовою меншості

Східнопольська Радянська Соціалістична Республіка (пол. Wschodniopolska Socjalistyczna Republika Radziecka) — планована радянська республіка, яку передбачалося утворити на західних рубежах СРСР.

## Задум
Ідея створення польської республіки з'явилася у діячів польської меншини в Литві на початку 1990-х років, коли Литовська РСР проголосила незалежність. Поляки, побоюючись маргіналізації та насильницької литвинізації, запропонували створення польських автономних областей, які в майбутньому повинні були утворити окрему радянську республіку польського характеру. Точних меж республіки не вказувалося, але припускалося включення до її складу Віленщини (без уточнення, чи і сам Вільнюс теж) та місцевостей, населених поляками в районі Гродна. Задум підтримала Польська партія прав людини на чолі з Яном Цехановичем.
Про утворення польської радянської республіки Цеханович повинен був поговорити з Михайлом Горбачовим — результати цих переговорів невідомі, але керманич КПРС, зацікавлений в ослабленні Литви, передав пропозицію тодішньому президентові Республіки Польща Войцеху Ярузельському, який мав би підтримати цей варіант.
Стрімкий розвиток подій у Литві призвів до того, що концепція Східнопольської РСР залишилася тільки одним із планів. Не втілився у життя і ще один проєкт — автономія Віленщини, а утворена 1991 року литовськими поляками в односторонньому порядку Польська національно-територіальна область (пол. Polski Kraj Narodowo-Terytorialny) проіснувала лише кілька місяців.